# Eois carnata
Eois carnata är en fjärilsart som beskrevs av Druce 1892. Eois carnata ingår i släktet Eois och familjen mätare. Inga underarter finns listade i Catalogue of Life.